# Југословенска комунистичка партија Црне Горе
Југословенска комунистичка партија Црне Горе (ЈКП-ЦГ) је политичка партија која делује у Црној Гори. Основана је 2009. године. Део је коалиције За будућност Црне Горе.
Председник партије је Зоран Радошевић.

## Историјат
Чланови Савеза комуниста Југославије-комунисти Црне Горе и Југословенских комуниста Црне Горе донели су одлуку 25. септембра 2009. године да се уједине у Југословенску комунистичку партију Црне Горе. Партија је формирана на Конгресу уједињења.
Партија је на локалним изборима 2010. године освојила једно место у општинском одбору Плужине.
На парламентарним изборима 2012. године, ЈКП-ЦГ је са Странком пензионера, инвалида и социјалне правде изашла на изборе у коалицији „Заједно“. Коалиција је на изборима освојила 0,38%, односно 1,384 бирачка гласа.
На парламентарним изборима 2020. партија се прикључила коалицији За будућност Црне Горе, која је освојила 32.55% гласова.

## Ставови
Програм партије темељи се на основама научног социјализма и марксизма. У статуту је истакнуто да је крајњи циљ стварање бескласног комунистичког друштва.
Конгрес је највиши орган партије, а према статуту, сазива се сваке четири године, а по потреби и раније. Највиши орган између два конгреса је Централни комитет.